# João Vidal de Carvalho
João Vidal de Carvalho foi um político brasileiro do estado de Minas Gerais, com atuação na Zona da Mata Mineira.
Foi prefeito do município de Ponte Nova  no período de 1955 a 1959. Em 1958 candidatou-se a deputado estadual de Minas Gerais, sendo eleito para a 4ª Legislatura da Assembleia Mineira, com expressiva votação advinda da cidade de Ponte Nova.